# Lainville-en-Vexin
Lainville-en-Vexin is een gemeente in het Franse departement Yvelines (regio Île-de-France) en telt 753 inwoners (1999). De plaats maakt deel uit van het arrondissement Mantes-la-Jolie.

## Geografie
De oppervlakte van Lainville-en-Vexin bedraagt 7,6 km², de bevolkingsdichtheid is 99,1 inwoners per km².
De onderstaande kaart toont de ligging van Lainville-en-Vexin met de belangrijkste infrastructuur en aangrenzende gemeenten.

## Demografie
Onderstaande figuur toont het verloop van het inwonertal (bron: INSEE-tellingen).